# Lars Krogh Jeppesen
Pour les articles homonymes, voir Krogh.
Lars Krogh Jeppesen, né le 5 mars 1979 à Hvidovre, est un ancien joueur danois de handball.

## Palmarès

### Club
Compétitions internationales
- Vainqueur de la Ligue des champions (2) : 2005, 2007
- Vainqueur de la Coupe d'Europe des vainqueurs de coupe (1) : 2001

Compétitions nationales
- Vainqueur du Championnat d'Allemagne (2) : 2004, 2007
- Vainqueur de la Coupe d'Allemagne (3) : 2003, 2004, 2007
- Vainqueur du Championnat d'Espagne (1) : 2006
- Vainqueur du Championnat du Danemark (1) : 2014
- Vainqueur de la Coupe du Danemark (1) : 2014

### Sélection nationale
Championnat d'Europe
- Médaille d'or au Championnat d'Europe 2008
- Médaille de bronze au Championnat d'Europe 2004 en Slovénie
- Médaille de bronze au Championnat d'Europe 2002 en Suède

Autres
- Médaille d'or au Championnat d'Europe junior en 1998
- Médaille d'or au Championnat du monde junior en 1999

### Distinction personnelle
- élu meilleur joueur du Championnat d'Allemagne pour la saison 2003-2004
- élu meilleur joueur du Championnat d'Europe junior en 1998